# Olaf Frydenlund
Olaf Frydenlund, född 16 juni 1862 i Tune, död 8 april 1947 i Aremark, var en norsk sportskytt.
Frydenlund blev olympisk silvermedaljör i frigevär vid sommarspelen 1900 i Paris.